# Nizám
Nizám (arabsky نظام الملك, nizām al-mulk, telugsky నిజాం, nidžám, anglicky Nizam) byl titul muslimského vládce Hajdarábádu v letech 1719 až 1948. Arabské nizám al-mulk doslova znamená „správce říše“ (nizám je „uspořádání“, „pořádek“) a v urdštině se tento pojem začal používat po roce 1600. Nizámové byli nejdříve zástupci Mughalů, po smrti Aurangzéba se osamostatnili a vládli sami.
Poslední nizám se v roce 1947 odmítl připojit k nově vzniklé Indii i Pákistánu a chtěl, aby Hajdarábád zůstal nezávislý. Vypukly však krvavé střety mezi jeho muslimskými a nemuslimskými poddanými. V září 1948 byly nizámovy jednotky bleskově přemoženy indickou armádou a Indie Hajdarábád anektovala. Nizámovi byla o dva roky později nabídnuta funkce hajdarábádského guvernéra, ze které definitivně odstoupil v roce 1956, když byl stát Hajdarábád zrušen a jeho území rozděleno mezi Ándhrapradéš, Maháráštru a Karnátaku.